# Grand Prix moto d'Italie 2025
Le Grand Prix moto d'Italie 2025 est la neuvième manche du championnat du monde de vitesse moto 2025.
Cette 76e édition du Grand Prix moto d'Italie se déroule du 20 juin au 22 juin sur le Circuit du Mugello à proximité de Florence.

## Classements MotoGP

### Course sprint
| Pos.                                                                | No. | Pilote                | Equipe                            | Constructeur | Tours | Temps/Ecarts | Grille | Points |
| ------------------------------------------------------------------- | --- | --------------------- | --------------------------------- | ------------ | ----- | ------------ | ------ | ------ |
| 1                                                                   | 93  | Marc Márquez          | Ducati Lenovo Team                | Ducati       | 11    | 19:31.416    | 1      | 12     |
| 2                                                                   | 73  | Álex Márquez          | BK8 Gresini Racing MotoGP         | Ducati       | 11    | +1.441       | 3      | 9      |
| 3                                                                   | 63  | Francesco Bagnaia     | Ducati Lenovo Team                | Ducati       | 11    | +2.561       | 2      | 7      |
| 4                                                                   | 12  | Maverick Viñales      | Red Bull KTM Tech3                | KTM          | 11    | +3.099       | 5      | 6      |
| 5                                                                   | 49  | Fabio Di Giannantonio | Pertamina Enduro VR46 Racing Team | Ducati       | 11    | +4.139       | 7      | 5      |
| 6                                                                   | 72  | Marco Bezzecchi       | Aprilia Racing                    | Aprilia      | 11    | +6.391       | 10     | 4      |
| 7                                                                   | 21  | Franco Morbidelli     | Pertamina Enduro VR46 Racing Team | Ducati       | 11    | +7.631       | 6      | 3      |
| 8                                                                   | 25  | Raúl Fernández        | Trackhouse Racing                 | Aprilia      | 11    | +8.926       | 11     | 2      |
| 9                                                                   | 54  | Fermín Aldeguer       | BK8 Gresini Racing MotoGP         | Ducati       | 11    | +10.361      | 12     | 1      |
| 10                                                                  | 20  | Fabio Quartararo      | Monster Energy Yamaha MotoGP Team | Yamaha       | 11    | +11.096      | 4      |        |
| 11                                                                  | 23  | Enea Bastianini       | Red Bull KTM Tech3                | KTM          | 11    | +11.870      | 16     |        |
| 12                                                                  | 79  | Ai Ogura              | Trackhouse Racing                 | Aprilia      | 11    | +12.930      | 21     |        |
| 13                                                                  | 88  | Miguel Oliveira       | Prima Pramac Racing               | Yamaha       | 11    | +13.916      | 17     |        |
| 14                                                                  | 36  | Joan Mir              | Honda HRC Castrol                 | Honda        | 11    | +15.460      | 18     |        |
| 15                                                                  | 30  | Takaaki Nakagami      | Honda HRC Castrol                 | Honda        | 11    | +17.038      | 19     |        |
| 16                                                                  | 43  | Jack Miller           | Prima Pramac Racing               | Yamaha       | 11    | +20.031      | 13     |        |
| 17                                                                  | 32  | Lorenzo Savadori      | Aprilia Racing                    | Aprilia      | 11    | +20.729      | 20     |        |
| 18                                                                  | 42  | Álex Rins             | Monster Energy Yamaha MotoGP Team | Yamaha       | 11    | +24.661      | 9      |        |
| 19                                                                  | 35  | Somkiat Chantra       | LCR Honda Idemitsu                | Honda        | 11    | +31.539      | 22     |        |
| Abd.                                                                | 37  | Pedro Acosta          | Red Bull KTM Factory Racing       | KTM          | 0     | Abandon      | 8      |        |
| Abd.                                                                | 33  | Brad Binder           | Red Bull KTM Factory Racing       | KTM          | 0     | Abandon      | 15     |        |
| Abd.                                                                | 5   | Johann Zarco          | LCR Honda Castrol                 | Honda        | 0     | Abandon      | 14     |        |
| Meilleur tour du Sprint: Fabio Di Giannantonio (1:45.341 au tour 3) |     |                       |                                   |              |       |              |        |        |
| Rapport officiel                                                    |     |                       |                                   |              |       |              |        |        |

### Course principale
| Pos.                                                            | No. | Pilote                | Equipe                            | Constructeur | Tours | Temps/Ecarts | Grille | Points |
| --------------------------------------------------------------- | --- | --------------------- | --------------------------------- | ------------ | ----- | ------------ | ------ | ------ |
| 1                                                               | 93  | Marc Márquez          | Ducati Lenovo Team                | Ducati       | 23    | 41:09.214    | 1      | 25     |
| 2                                                               | 73  | Álex Márquez          | BK8 Gresini Racing MotoGP         | Ducati       | 23    | +1.942       | 3      | 20     |
| 3                                                               | 49  | Fabio Di Giannantonio | Pertamina Enduro VR46 Racing Team | Ducati       | 23    | +2.136       | 7      | 16     |
| 4                                                               | 63  | Francesco Bagnaia     | Ducati Lenovo Team                | Ducati       | 23    | +5.081       | 2      | 13     |
| 5                                                               | 72  | Marco Bezzecchi       | Aprilia Racing                    | Aprilia      | 23    | +9.329       | 10     | 11     |
| 6                                                               | 21  | Franco Morbidelli     | Pertamina Enduro VR46 Racing Team | Ducati       | 23    | +16.866      | 6      | 10     |
| 7                                                               | 25  | Raúl Fernández        | Trackhouse Racing                 | Aprilia      | 23    | +18.526      | 11     | 9      |
| 8                                                               | 37  | Pedro Acosta          | Red Bull KTM Factory Racing       | KTM          | 23    | +19.349      | 8      | 8      |
| 9                                                               | 33  | Brad Binder           | Red Bull KTM Factory Racing       | KTM          | 23    | +19.377      | 15     | 7      |
| 10                                                              | 79  | Ai Ogura              | Trackhouse Racing                 | Aprilia      | 23    | +21.943      | 21     | 6      |
| 11                                                              | 36  | Joan Mir              | Honda HRC Castrol                 | Honda        | 23    | +22.877      | 18     | 5      |
| 12                                                              | 54  | Fermín Aldeguer       | BK8 Gresini Racing MotoGP         | Ducati       | 23    | +25.578      | 12     | 4      |
| 13                                                              | 88  | Miguel Oliveira       | Prima Pramac Racing               | Yamaha       | 23    | +26.123      | 17     | 3      |
| 14                                                              | 20  | Fabio Quartararo      | Monster Energy Yamaha MotoGP Team | Yamaha       | 23    | +26.130      | 4      | 2      |
| 15                                                              | 42  | Álex Rins             | Monster Energy Yamaha MotoGP Team | Yamaha       | 23    | +28.155      | 9      | 1      |
| 16                                                              | 30  | Takaaki Nakagami      | Honda HRC Castrol                 | Honda        | 23    | +33.110      | 19     |        |
| 17                                                              | 32  | Lorenzo Savadori      | Aprilia Racing                    | Aprilia      | 23    | +40.900      | 20     |        |
| 18                                                              | 35  | Somkiat Chantra       | LCR Honda Idemitsu                | Honda        | 23    | +70.075      | 22     |        |
| Abd.                                                            | 43  | Jack Miller           | Prima Pramac Racing               | Yamaha       | 9     | Abandon      | 13     |        |
| Abd.                                                            | 12  | Maverick Viñales      | Red Bull KTM Tech3                | KTM          | 8     | Abandon      | 5      |        |
| Abd.                                                            | 5   | Johann Zarco          | LCR Honda Castrol                 | Honda        | 3     | Abandon      | 14     |        |
| Abd.                                                            | 23  | Enea Bastianini       | Red Bull KTM Tech3                | KTM          | 0     | Abandon      | 16     |        |
| Meilleur tour en course: Franco Morbidelli (1:46.474 au tour 2) |     |                       |                                   |              |       |              |        |        |
| Rapport officiel                                                |     |                       |                                   |              |       |              |        |        |

## Classement Moto2
| Pos.                                                          | No. | Pilote                  | Equipe                               | Constructeur | Tours | Temps/Ecarts | Grille | Points |
| ------------------------------------------------------------- | --- | ----------------------- | ------------------------------------ | ------------ | ----- | ------------ | ------ | ------ |
| 1                                                             | 18  | Manuel González         | LIQUI MOLY Dynavolt Intact GP        | Kalex        | 19    | 35:34.695    | 8      | 25     |
| 2                                                             | 75  | Albert Arenas           | ITALJET Gresini Moto2                | Kalex        | 19    | +1.409       | 3      | 20     |
| 3                                                             | 44  | Arón Canet              | Fantic Racing Lino Sonego            | Kalex        | 19    | +3.648       | 2      | 16     |
| 4                                                             | 10  | Diogo Moreira           | Italtrans Racing Team                | Kalex        | 19    | +3.745       | 1      | 13     |
| 5                                                             | 13  | Celestino Vietti        | Beta Tools SpeedRS Team              | Boscoscuro   | 19    | +3.813       | 6      | 11     |
| 6                                                             | 53  | Deniz Öncü              | Red Bull KTM Ajo                     | Kalex        | 19    | +5.091       | 5      | 10     |
| 7                                                             | 28  | Izan Guevara            | BLU CRU Pramac Yamaha Moto2          | Boscoscuro   | 19    | +5.683       | 13     | 9      |
| 8                                                             | 80  | David Alonso            | CFMOTO European Privilege Aspar Team | Kalex        | 19    | +5.924       | 11     | 8      |
| 9                                                             | 16  | Joe Roberts             | Onlyfans American Racing Team        | Kalex        | 19    | +9.167       | 18     | 7      |
| 10                                                            | 24  | Marcos Ramírez          | Onlyfans American Racing Team        | Kalex        | 19    | +9.247       | 4      | 6      |
| 11                                                            | 7   | Barry Baltus            | Fantic Racing Lino Sonego            | Kalex        | 19    | +9.952       | 7      | 5      |
| 12                                                            | 12  | Filip Salač             | ELF Marc VDS Racing Team             | Boscoscuro   | 19    | +10.949      | 16     | 4      |
| 13                                                            | 81  | Senna Agius             | LIQUI MOLY Dynavolt Intact GP        | Kalex        | 19    | +11.099      | 17     | 3      |
| 14                                                            | 21  | Alonso López            | Beta Tools SpeedRS Team              | Boscoscuro   | 19    | +11.863      | 12     | 2      |
| 15                                                            | 27  | Daniel Holgado          | CFMOTO European Privilege Aspar Team | Kalex        | 19    | +11.967      | 9      | 1      |
| 16                                                            | 4   | Iván Ortolá             | QJMOTOR - FRINSA - MSI               | Boscoscuro   | 19    | +14.693      | 19     |        |
| 17                                                            | 96  | Jake Dixon              | ELF Marc VDS Racing Team             | Boscoscuro   | 19    | +14.739      | 14     |        |
| 18                                                            | 14  | Tony Arbolino           | BLU CRU Pramac Yamaha Moto2          | Boscoscuro   | 19    | +15.321      | 10     |        |
| 19                                                            | 71  | Ayumu Sasaki            | RW - Idrofoglia Racing GP            | Kalex        | 19    | +15.445      | 15     |        |
| 20                                                            | 95  | Collin Veijer           | Red Bull KTM Ajo                     | Kalex        | 19    | +16.830      | 22     |        |
| 21                                                            | 15  | Darryn Binder           | ITALJET Gresini Moto2                | Kalex        | 19    | +17.312      | 21     |        |
| 22                                                            | 99  | Adrian Huertas          | Italtrans Racing Team                | Kalex        | 19    | +18.289      | 20     |        |
| 23                                                            | 92  | Yuki Kunii              | Idemitsu Honda Team Asia             | Kalex        | 19    | +27.751      | 23     |        |
| 24                                                            | 11  | Alex Escrig             | KLINT Forward Factory Team           | Forward      | 19    | +36.242      | 25     |        |
| 25                                                            | 41  | Nakarin Atiratphuvapat  | Idemitsu Honda Team Asia             | Kalex        | 19    | +38.805      | 28     |        |
| 26                                                            | 61  | Eric Fernandez          | QJMOTOR - FRINSA - MSI               | Boscoscuro   | 19    | +44.883      | 26     |        |
| Abd.                                                          | 84  | Zonta Van den Goorbergh | RW - Idrofoglia Racing GP            | Kalex        | 14    | Abandon      | 27     |        |
| Abd.                                                          | 9   | Jorge Navarro           | KLINT Forward Factory Team           | Forward      | 8     | Abandon      | 24     |        |
| Meilleur tour en course: Manuel González (1:50.816 au tour 2) |     |                         |                                      |              |       |              |        |        |
| Rapport officiel                                              |     |                         |                                      |              |       |              |        |        |

## Classement Moto3
| Pos.                                                       | No. | Pilote             | Equipe                        | Constructeur | Tours | Temps/Ecarts | Grille | Points |
| ---------------------------------------------------------- | --- | ------------------ | ----------------------------- | ------------ | ----- | ------------ | ------ | ------ |
| 1                                                          | 28  | Máximo Quiles      | CFMOTO Valresa Aspar Team     | KTM          | 17    | 33:17.697    | 7      | 25     |
| 2                                                          | 83  | Álvaro Carpe       | Red Bull KTM Ajo              | KTM          | 17    | +0.006       | 1      | 20     |
| 3                                                          | 71  | Dennis Foggia      | CFMOTO Valresa Aspar Team     | KTM          | 17    | +0.066       | 14     | 16     |
| 4                                                          | 99  | José Antonio Rueda | Red Bull KTM Ajo              | KTM          | 17    | +0.102       | 2      | 13     |
| 5                                                          | 64  | David Muñoz        | LIQUI MOLY Dynavolt Intact GP | KTM          | 17    | +0.212       | 6      | 11     |
| 6                                                          | 72  | Taiyo Furusato     | Honda Team Asia               | Honda        | 17    | +0.312       | 10     | 10     |
| 7                                                          | 36  | Ángel Piqueras     | FRINSA - MT Helmets - MSI     | KTM          | 17    | +0.426       | 4      | 9      |
| 8                                                          | 73  | Valentín Perrone   | Red Bull KTM Tech3            | KTM          | 17    | +0.448       | 26     | 8      |
| 9                                                          | 66  | Joel Kelso         | LEVELUP-MTA                   | KTM          | 17    | +0.550       | 8      | 7      |
| 10                                                         | 6   | Ryusei Yamanaka    | FRINSA - MT Helmets - MSI     | KTM          | 17    | +1.242       | 15     | 6      |
| 11                                                         | 10  | Nicola Carraro     | Rivacold Snipers Team         | Honda        | 17    | +2.986       | 11     | 5      |
| 12                                                         | 19  | Scott Ogden        | CIP Green Power               | KTM          | 17    | +8.048       | 3      | 4      |
| 13                                                         | 12  | Jacob Roulstone    | Red Bull KTM Tech3            | KTM          | 17    | +10.469      | 5      | 3      |
| 14                                                         | 82  | Stefano Nepa       | SIC58 Squadra Corse           | Honda        | 17    | +10.504      | 19     | 2      |
| 15                                                         | 14  | Cormac Buchanan    | DENSSI Racing - BOE           | KTM          | 17    | +10.811      | 22     | 1      |
| 16                                                         | 89  | Marcos Uriarte     | LEVELUP-MTA                   | KTM          | 17    | +10.818      | 23     |        |
| 17                                                         | 5   | Tatchakorn Buasri  | Honda Team Asia               | Honda        | 17    | +11.350      | 24     |        |
| 18                                                         | 8   | Eddie O'Shea       | GRYD - Mlav Racing            | Honda        | 17    | +16.127      | 21     |        |
| 19                                                         | 55  | Noah Dettwiler     | CIP Green Power               | KTM          | 17    | +16.482      | 25     |        |
| Abd.                                                       | 94  | Guido Pini         | LIQUI MOLY Dynavolt Intact GP | KTM          | 10    | Abandon      | 20     |        |
| Abd.                                                       | 31  | Adrián Fernández   | Leopard Racing                | Honda        | 8     | Abandon      | 12     |        |
| Abd.                                                       | 58  | Luca Lunetta       | SIC58 Squadra Corse           | Honda        | 8     | Abandon      | 13     |        |
| Abd.                                                       | 22  | David Almansa      | Leopard Racing                | Honda        | 2     | Abandon      | 9      |        |
| Abd.                                                       | 32  | Vicente Perez      | GRYD - Mlav Racing            | Honda        | 1     | Abandon      | 16     |        |
| Abd.                                                       | 21  | Ruché Moodley      | DENSSI Racing - BOE           | KTM          | 1     | Abandon      | 18     |        |
| Abd.                                                       | 54  | Riccardo Rossi     | Rivacold Snipers Team         | Honda        | 1     | Abandon      | 17     |        |
| Meilleur tour en course: David Muñoz (1:55.805 au tour 12) |     |                    |                               |              |       |              |        |        |
| Rapport officiel                                           |     |                    |                               |              |       |              |        |        |

## Classements provisoires aux Championnats
Seul le top5 de chaque championnat a l’issue du Grand Prix est présenté ici.

### MotoGP
|   | Pos. | Pilote | Points |
| - | ---- | ------ | ------ |
| - | 1    |        |        |
| - | 2    |        |        |
| - | 3    |        |        |
| - | 4    |        |        |
| - | 5    |        |        |

|   | Pos. | Constructeur | Points |
| - | ---- | ------------ | ------ |
| - | 1    |              |        |
| - | 2    |              |        |
| - | 3    |              |        |
| - | 4    |              |        |
| - | 5    |              |        |

|   | Pos. | Equipe | Points |
| - | ---- | ------ | ------ |
| - | 1    |        |        |
| - | 2    |        |        |
| - | 3    |        |        |
| - | 4    |        |        |
| - | 5    |        |        |

### Moto2
|   | Pos. | Pilote | Points |
| - | ---- | ------ | ------ |
| - | 1    |        |        |
| - | 2    |        |        |
| - | 3    |        |        |
| - | 4    |        |        |
| - | 5    |        |        |

|   | Pos. | Constructeur | Points |
| - | ---- | ------------ | ------ |
| - | 1    |              |        |
| - | 2    |              |        |

|   | Pos. | Equipe | Points |
| - | ---- | ------ | ------ |
| - | 1    |        |        |
| - | 2    |        |        |
| - | 3    |        |        |
| - | 4    |        |        |
| - | 5    |        |        |

### Moto3
|   | Pos. | Pilote | Points |
| - | ---- | ------ | ------ |
| - | 1    |        |        |
| - | 2    |        |        |
| - | 3    |        |        |
| - | 4    |        |        |
| - | 5    |        |        |

|   | Pos. | Constructeur | Points |
| - | ---- | ------------ | ------ |
| - | 1    |              |        |
| - | 2    |              |        |
| - | 3    |              |        |
|   | 4    |              |        |
| - | 5    |              |        |

|   | Pos. | Equipe | Points |
| - | ---- | ------ | ------ |
| - | 1    |        |        |
| - | 2    |        |        |
| - | 3    |        |        |
| - | 4    |        |        |
| - | 5    |        |        |